# Takoví jsme
Takoví jsme (As You Are) je americký hraný film z roku 2016, který režíroval Miles Joris-Peyrafitte podle vlastního scénáře. Snímek měl světovou premiéru na filmovém festivalu Sundance 25. ledna 2016.

## Děj
Děj se odehrává v 90. letech a prolíná se s policejním vyšetřováním zahrnujícím výslechy hlavních postav. Jackova svobodná matka Karen začne chodit s Tomem, který má syna Jackova věku. Jack a Mark se rychle skamarádí. Také se spřátelí s místní dívkou Sarah a všichni tři tráví veškerý čas společně. Karen navrhne, aby se Tom a Mark nastěhovali k ní a Jackovi a Tom souhlasí. Tom jakožto bývalý voják má však na výchovu jiné názory než Karen. Když Jack a Mark jdou za školu, fyzicky je potrestá. Napětí mezi Tomem a Karen kvůli výchově chlapců se zhoršuje. Když Karen zjistí, že Tom plánuje, aby Jack po škole nastoupil do armády, aniž by o tom věděla, pohádají se a Tom se s Markem odstěhuje. Jack, který je do Marka zjevně zamilovaný, to nese těžce. Když navíc zjistí, že Mark a Sarah spolu začali chodit, cítí se zrazený. Při hádce Mark spadne hlavou na kámen. Rozrušený Jack odnese Marka do nemocnice, kde ho ošetří. Mark se zotavuje v domě Karen, kde si Tom všimne jejich vzájemné náklonnosti.

## Obsazení
| Owen Campbell         | Jack              |
| Charlie Heaton        | Mark              |
| Amandla Stenberg      | Sarah             |
| John Scurti           | detektiv Erickson |
| Scott Cohen           | Tom               |
| Mary Stuart Masterson | Karen             |